# Región geográfica inmediata de São Bento do Sul-Rio Negrinho
La región geográfica inmediata de São Bento do Sul-Rio Negrinho es una de las 24 regiones inmediatas del estado brasileño de Santa Catarina, una de las tres regiones inmediatas que componen la región geográfica intermedia de Joinville, y una de las 509 regiones inmediatas en Brasil, creadas por el IBGE en 2017. Está compuesta de 3 municipios.

## Municipios
| Región geográfica inmediata   | Código | Municipios       |
| ----------------------------- | ------ | ---------------- |
| São Bento do Sul-Rio Negrinho | 420017 | Campo Alegre     |
| São Bento do Sul-Rio Negrinho | 420017 | Rio Negrinho     |
| São Bento do Sul-Rio Negrinho | 420017 | São Bento do Sul |